# پراسپریتی (پنسیلوانیا)
پراسپریتی (به انگلیسی: Prosperity) یک منطقهٔ مسکونی در ایالات متحده آمریکا است که در شهرستان واشینگتن، پنسیلوانیا واقع شده‌است. پراسپریتی ۳۱۶٫۰۸ متر بالاتر از سطح دریا واقع شده‌است.